# 兰金 (北达科他州)
兰金（英語：Lankin），是美国北达科他州下属的一座城市。根据2010年美国人口普查，该市有人口98人。